# Dondo (distrito)

localização do distrito de Dondo em Moçambique

Dondo é um distrito da província de Sofala, em Moçambique, com sede na cidade do Dondo. Tem limite, a norte com o distrito de Muanza, a oeste com os distritos de Nhamatanda, a sul e sudoeste  com o distrito de Búzi, a sul e sudeste com a cidade da Beira, e a leste com o Oceano Índico.
De acordo com o Censo de 1997, o distrito tem 117 719 habitantes e uma área de 2 443 km², daqui resultando uma densidade populacional de 48,2 h/km². Estes dados incluem a cidade e município de Dondo.  

## Divisão Administrativa
O distrito está dividido em dois postos administrativos (Dondo e Mafambisse), compostos pelas seguintes localidades:
- Posto Administrativo de Dondo:
  - Chinamacondo
  - Savana
- Posto Administrativo de Mafambisse: 
  - Mafambisse
  - Mutua

De notar que em 1998 a cidade de Dondo, até então uma divisão administrativa a nível de posto administrativo (ocupava todo o posto administrativo menos as localidades acima indicadas), foi elevada à categoria de município.